# Tidemans holme
Tidemans holme är en borgruin belägen på en halvö i Nissan, strax nedanför Torup, Hylte kommun, Halland. Borgen är troligen från medeltiden. 
Borgruinen mäter ungefär 110x60 meter. Synliga lämningar idag är en vall, en vallgrav och en borggrund. Vallen mäter 57 meter bred. Borggrunden är närmast kvadratisk, 23x23 m. Mitt i grunden är en inskärning från västra sidan. Vallen är beväxt med fem tallar och kring borggrunden är lövträd.
Strax nordväst om vallen har man enligt markägare Erik Johansson påträffat slagg och rester av en husgrund. En stor mängd föremål såsom järnyxor, stigbyglar och pilspetsar har på träffats inom området. Dessa förvaras i hembygdsstugan. Man har även funnit två mynt från 1300-talet. Enligt markägaren har man även hittat stora mängder flinta på holmen. 
I Bexells Hallands historia och beskrivning går det att läsa följande om Tidemans holme:
| ”                                    | Tidemans holme, en av Nissafloden omsluten holme, nära hemmanet Ifwebo. Här utvisas lämningar av uppkastade jordvallar och av källare. Holmen innefattar omkring tre tunnlands omkrets. Man berättar, att en man vid namn Tideman under krigstiderna här utvalt sig en tillflyktsort, befästat stället och över södra grenen av Nissan haft en vindbrygga. Denna holme ligger icke långt ifrån landsvägen. Och ifrån den följer Nissafloden landsvägen med stilla djupt vatten 3/4 mil utåt söder och synes på detta avstånd allestädes av den resande; men vid Tidemans holme är floden å ömse sidor omgiven av berg och skog | „ |
| – .Hallands historia och beskrivning | |   |